# Sainte Agathe (Zurbarán)
 (juin 2017).
Si vous disposez d'ouvrages ou d'articles de référence ou si vous connaissez des sites web de qualité traitant du thème abordé ici, merci de compléter l'article en donnant les références utiles à sa vérifiabilité et en les liant à la section « Notes et références ».
Sainte Agathe est un tableau de Francisco de Zurbarán réalisé entre 1635 et 1640, conservé au musée Fabre de Montpellier. Il a été acheté par la ville de Montpellier en 1852  pour 1 540 francs.

## Histoire
À la suite du concile de Trente, le cardinal Paleotti recommande aux peintres de représenter sept saintes, dont sainte Agathe.

## Thème chrétien
On trouve la version sans doute la plus connue de l'histoire de Sainte Agathe dans La légende dorée de Jacques de Voragine. Les lois romaines interdisant de tuer les filles vierges, un préfet sicilien, ne pouvant séduire ni même forcer la virginité miraculeusement conservée de sainte Agathe, lui fait couper les seins et la jette en prison. Là, saint Pierre apparaît à la jeune fille et guérit ses plaies. À cause de la nature de son supplice, elle n'apparaît que sur très peu de tableaux du siècle d'or espagnol. Toutefois, l'ordre de la Merci et les couvents hospitaliers en demandent l'image : sainte Agathe, patronne des nourrices, pieuse auxiliaire de la lactation, est celle qui peut apporter la subsistance aux plus faibles et aux plus pauvres.

## Iconographie
Paul Valéry admirait la Sainte Agathe du musée Fabre de Montpellier, qui provenait peut-être du couvent de la Merced Calzada de Séville. Hanchée comme les Madones du XIVe siècle  français, la jeune fille présente ses seins sur un plateau, sans ostentation, dans un geste de simple et digne offrande. Très contrastée, sans modelé, l'œuvre peut être datée de la période ténébriste de Zurbarán.